# Чемпионат СССР по классической борьбе 1926
2-й Чемпионат СССР по классической борьбе проходил в Москве в 1926 году. Звание чемпиона разыгрывалось в шести весовых категориях, так как по действовавшим в этом году правилам категорий наилегчайшего и полусреднего весов не было.
Алексей Желнин, Пётр Махницкий и Николай Сажко стали двукратными чемпионами СССР, повторив свой успех двухлетней давности.

## Медалисты
| Весовая категория | Золото                        | Серебро                        | Бронза              |
| ----------------- | ----------------------------- | ------------------------------ | ------------------- |
| Легчайший вес     | Алексей Желнин Ленинград      | Александр Сиротин Киев         | С. Каминский Киев   |
| Полулёгкий вес    | Виктор Соколов Ростов-на-Дону | В. Густов Москва               | Скворцов Ленинград  |
| Лёгкий вес        | Ялмар Кокко Ленинград         | А. Житников Киев               | Курдов Москва       |
| Средний вес       | Пётр Махницкий Киев           | Георгий Рибсон Нижний Новгород | Савков Москва       |
| Полутяжёлый вес   | Отто Мюллер Москва            | В. Иванов Москва               | Г. Минаев Ленинград |
| Тяжёлый вес       | Николай Сажко Киев            | В. Михельсон Москва            | Дмитрий Горин Киев  |